# 1월 6일 독재

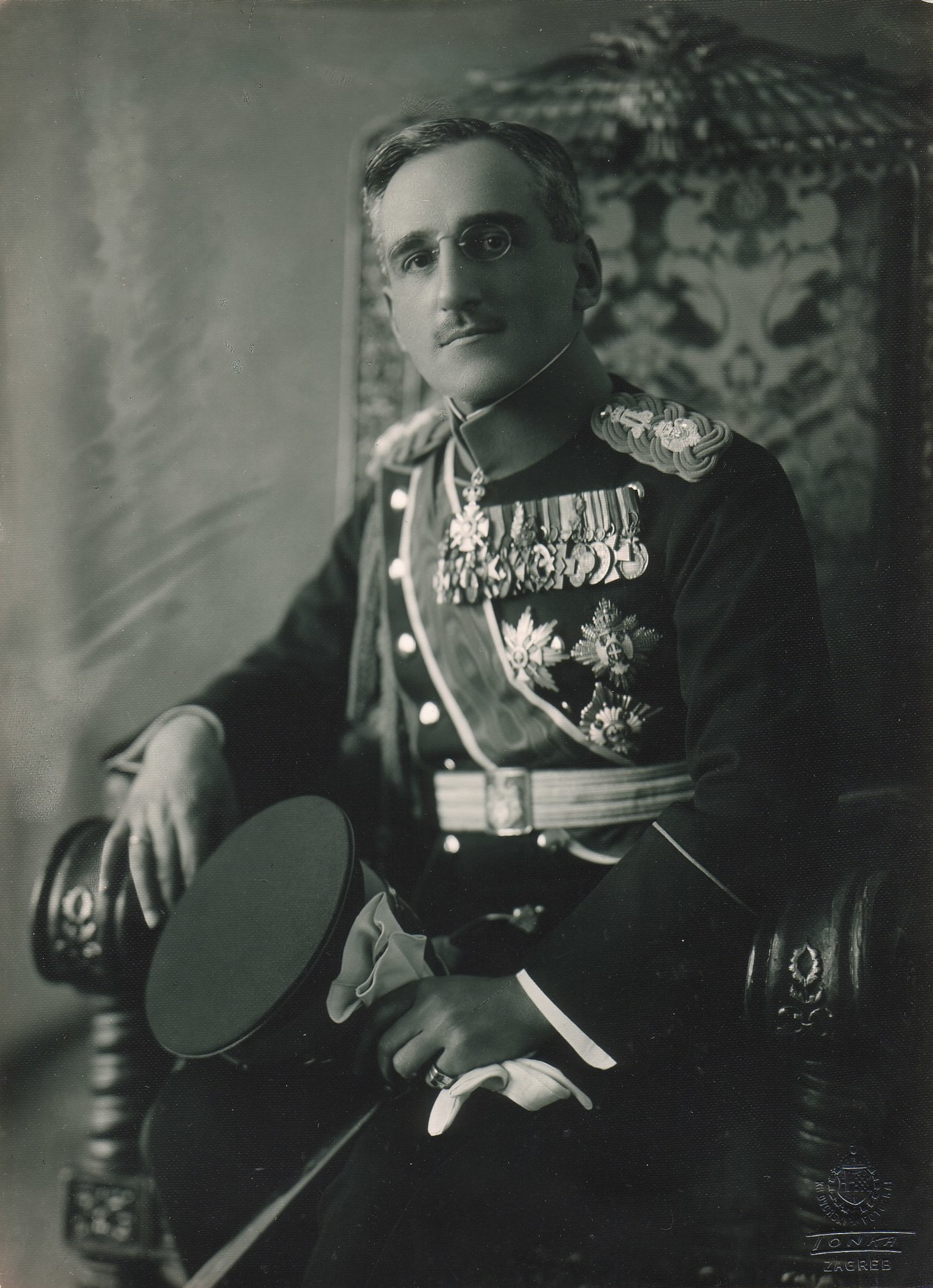
유고슬라비아의 알렉산다르 1세

1월 6일 독재(세르비아어: Шестојануарска диктатура / Šestojanuarska diktatura, 크로아티아어: Šestosiječanjska diktatura, 슬로베니아어: Šestojanuarska diktatura)는 세르브인 크로아트인 슬로벤인 왕국(1929년 이후 유고슬라비아 왕국)에서 알렉산드르 1세 국왕(1921년~1934년 재위)이 유고슬라비아 이데올로기와 단일 유고슬라비아 민족을 만드는 것을 궁극적인 목표로 수립한 왕실 독재 정권이었다. 이 사건은 1929년 1월 6일 국왕이 의회를 정회시키고 국가를 장악하면서 시작되었으며, 1931년 유고슬라비아 헌법으로 막을 내렸다.

## 역사
1928년, 크로아티아 농민당 대표 스테판 라디치는 유고슬라비아 의회에서 긴박한 논쟁 중에 세르비아계 몬테네그로인 지도자이자 인민급진당 정치인인 푸니샤 라치치에게 암살당했다.
1929년 1월 6일, 알렉산다르 국왕은 총격 사건으로 촉발된 정치적 위기를 구실로 비도브단 헌법을 폐지하고, 의회를 정회시켬 독재 권력을 장악하였다. 그는 자신에게만 책임이 집중된 내각을 임명하고, 언론에 엄격한 검열을 가했다. 처음에 그는 이것이 유고슬라비아 이데올로기와 단일 유고슬라비아 민족의 수립을 목표로, 국가를 통일하기 위한 일시적인 상황에 불과하다고 주장하였다. 그는 국호를 "유고슬라비아 왕국"으로 바꾸고, 10월 3일 내부 행정 구역을 33개의 주에서 9개의 새로운 바노비나(banovina)로 변경하였다. 이 결정은 체코슬로바키아를 모델로, 국가를 보다 잘 분권화하려는 영국 대사의 제안에 따라 내려졌다. 새로운 정권은 반대 의견을 진압하는 도구로써 국가보호법원을 설립하였다. 야당 정치인 블라드코 마체크와 스베토자르 프리비체비치는 법원의 기소로 체포되었다. 프리비체비치는 나중에 망명길에 올랐고, 마체크는 1930년대에 걸쳐 전체 야당 세력의 지도자가 되었다.
독재 정권이 선포된 직후, 크로아티아인 의원 안테 파벨리치는 나라를 떠나 망명길에 올랐다. 그 후 몇 년 동안 파벨리치는 국가에 대항하여 내부 마케도니아 혁명 기구(IMRO)과 연합하고, 혁명 기구인 우스타샤를 설립하기 위해 노력하였다.
1931년, 알렉산다르는 행정권을 국왕에게 부여하는 새로운 헌법을 선포하였다. 선거는 남성의 보편적인 참정권에 따라 실시되었다. 비밀 투표 조항은 폐지되었고, 알렉산다르의 헌법에 따라 실시되는 모든 선거에서 공무원들은 집권당에 투표하도록 압력을 가하였다. 또한 상원의 절반은 국왕이 직접 임명하였고, 법안은 왕의 승인을 받으면 양원 중 한 곳의 승인만으로 법으로 제정될 수 있었다.
같은 해, 크로아티아인 역사가이자 반유고슬라비아 지식인인 밀란 슈플라이가 자그레브에서 암살당했다. 이에 알베르트 아인슈타인과 하인리히 만은 파리에 있는 국제 인권 연맹에 탄원서를 보내 이 사건을 비난하고, 유고슬라비아 정부를 고발하였다. 이 탄원서에는 "크로아티아 국민을 상대로 끔찍한 잔혹 행위가 자행되고 있다"는 내용이 적혀 있었다. 이 탄원은 파리에 있는 인권 연맹(Ligue des droits de l'homme)에 전달되었다. 아인슈타인과 만은 편지에서 이러한 상황에 대해 알렉산다르 유고슬라비아 국왕에게 명시적으로 책임을 물었다.
새로운 정권에 대한 크로아티아인의 반발이 거세지자 1932년 후반 크로아티아 농민당은 세르비아의 패권과 독재를 종식시키려는 자그레브 선언을 발표하였다. 정부는 크로아티아 농민당의 새로운 지도자인 블라드코 마체크를 비롯한 많은 정치적 반대자들을 투옥하는 방식으로 대응하였다. 이러한 조치에도 불구하고 독재 정권에 대한 반대가 계속되었고, 크로아티아인들은 "크로아티아 문제"에 대한 해결책을 요구하였다. 1934년 말, 국왕은 마체크를 감옥에서 석방하고 민주적 개혁을 도입했으며, 세르비아인과 크로아티아인 사이에 공통점을 찾기 위해 노력할 계획이었다.
그러나 1934년 10월 9일, 프랑스 마르세유에서 국왕은 불가리아인 벨리치코 케린(혁명가명인 블라도 체르노젬스키로도 알려짐)에 의해 암살당했다. 케린은 IMRO 활동가였으며, 유고슬라비아 망명자와 금지된 정당의 급진적 당원들과 공모하여 크로아티아의 극단적 민족주의 조직인 우스타샤와 협력하였다.

## 참고 문헌
- Mrđenović, Dušan (1988). 《Ustavi i vlade Kneževine Srbije, Kraljevine Srbije, Kraljevine SHS i Kraljevine Jugoslavije, 1835-1941》. Nova knj. ISBN 9788673350660.
- Vucinich, Wayne S.; Tomasevich, Jozo (1969). 《Contemporary Yugoslavia: Twenty Years of Socialist Experiment》. University of California Press. 22–쪽. GGKEY:5JR74ERLNET.
- Yeomans, Rory S (2012). 《Visions of Annihilation: The Ustasha Regime and the Cultural Politics of Fascism, 1941-1945》. University of Pittsburgh Pre. ISBN 9780822977933.
- Newman, John Paul (2017). “War Veterans, Fascism, and Para-Fascist Departures in the Kingdom of Yugoslavia, 1918–1941”. 《Fascism》 6: 63. doi:10.1163/22116257-00601003.
- Troch, Pieter (2017). “Yugoslavism between the world wars: indecisive nation building”. 《Fascism》 38 (2): 227–244. doi:10.1080/00905990903517819.
- Grgić, Stipica (2018). “Pantheon on a tablecloth: Yugoslav dictatorship and the confrontation of national symbols in Croatia (1929–1935)”. 《The Journal of Nationalism and Ethnicity》 46 (3): 458–470. doi:10.1080/00905992.2017.1357029.
- Nielsen, Christian Axboe (2009). “Policing Yugoslavism: Surveillance, Denunciations, and Ideology during King Aleksandar's Dictatorship, 1929-1934”. 《East European Politics and Societies》 23 (1): 34–62. doi:10.1177/0888325408326789.
- Dragnich, Alex N. (1991). “The Anatomy of a Myth: Serbian Hegemony”. 《Slavic Review》 50 (3): 659–662. doi:10.2307/2499861. JSTOR 2499861.
- Pavlović, Marko (2012).  Časlav Ocić, 편집. “Jugoslovenska kraljevina prva evropska regionalna država” (PDF). 《Zbornik Matice srpske za društvene nauke》 (Novi Sad: Matica srpska) 141: 503–521. ISSN 0352-5732. 2020년 4월 27일에 확인함.

## 추가 읽기
- Stojkov, Todor. Opozicija u vreme šestojanuarske diktature 1929-1935. Prosveta, 1969.
- Gašparič, Jure. SLS pod kraljevo diktaturo: diktatura kralja Aleksandra in politika Slovenske ljudske stranke v letih 1929-1935. Modrijan, 2007.
- Imamović, Mustafa. Pravni položaj verskih zajednica za vreme šestojanuarske diktature. 1991
- Janjatović, Bosiljka. "O progonima hrvatskih političara u Zagrebu za vrijeme karađorđevićevske šestojanuarske diktature." Radovi Zavoda za hrvatsku povijest 26.1 (1993): 161-176.
- Janjatović, Bosiljka, and Petar Strčić. "Nekoliko spisa organa vlasti o komunistima na otoku Krku za šestojanuarske diktature." Vjesnik historijskih arhiva u Rijeci i Pazinu 16.1971) (1971): 91-126.
- Jerotijevic, Zoran. "Економски и политички узроци увођења Шестојануарског режима (Economic and Political Causes of the Introduction of the January Sixth Regime)." Ekonomika 60.2 (2014): 227-238.
- Kaučič, Domen. Odnos Slovencev do kralja Aleksandra I. Karađorđevića: odziv na politične poteze kraljevega dvora v času šestojanuarske diktature: diplomsko delo. Diss. D. Kaučič, 2015.
- Drakić, Gordana. "Arising of the Legal System in the Yugoslav State between the Two World Wars." Proceedings of Novi Sad Faculty of Law 42 (2008).